# Danau Lagarbesi
Der Danau Lagarbesi (kurz: Lagarbesi) ist ein See im osttimoresischen Suco Goulolo (Verwaltungsamt Cailaco, Gemeinde Bobonaro). Der kleine See liegt auf einer Meereshöhe von 389 m, im Zentrum des Sucos. Der See ist von Feldern umgeben. Nordöstlich befindet sich der Ort Poetete.